# 48798 Penghuanwu
48798 Penghuanwu este un asteroid din centura principală de asteroizi.

## Descriere
48798 Penghuanwu este un asteroid din centura principală de asteroizi. A fost descoperit pe 6 octombrie 1997 la Xinglong în cadrul programului Beijing Schmidt CCD Asteroid Program. Asteroidul prezintă o orbită caracterizată de o semiaxă mare de 2,76 ua, o excentricitate de 0,13 și o înclinație de 8,4° în raport cu ecliptica.